# Luipaarddraakvis
De Luipaarddraakvis (Chimaera panthera) is een vis uit de familie der Draakvissen. De vis komt endemisch voor in de open wateren rondom Nieuw-Zeeland.
De soort kan een maximale lengte bereiken van 129 cm en komt voor op diepten van 327 - 1020 m